# Jules Anthone
Jules Anthone (né à Bruges le 21 janvier 1858 et mort à Anvers le 11 juin 1923) est un sculpteur belge. Il est lauréat du Prix de Rome belge en 1885.

## Biographie
Jules (Julien Alphonse) Anthone est né à Bruges, le 21 janvier 1858, fils d'Albert Anthone, maçon, et de Pauline De Bleecker. De 1874 à 1882, il se forme auprès du sculpteur brugeois Hendrik Pickery. Ensuite, de 1882 à 1885, il suit des cours à l'Académie royale des beaux-arts d'Anvers,.
En 1885, il remporte le Prix de Rome belge de sculpture grâce à son bas-relief sur le thème La Mort de César,. Après un séjour à Londres, il part ensuite pour l'Italie et passe un an à Florence et un an et demi à Rome.
Après son retour, Jules Anthone participe régulièrement aux Salons triennaux de Bruxelles, Gand et Anvers. Il a également contribué à la décoration de la façade du Musée royal des Beaux-Arts d'Anvers, pour lequel il a réalisé L'Art Romain. Il sculpte également des portraits en buste, notamment ceux de l'expert en art Henri Hymans et de la tragédienne Catherine Beersmans au foyer du Théâtre royal flamand à Anvers.

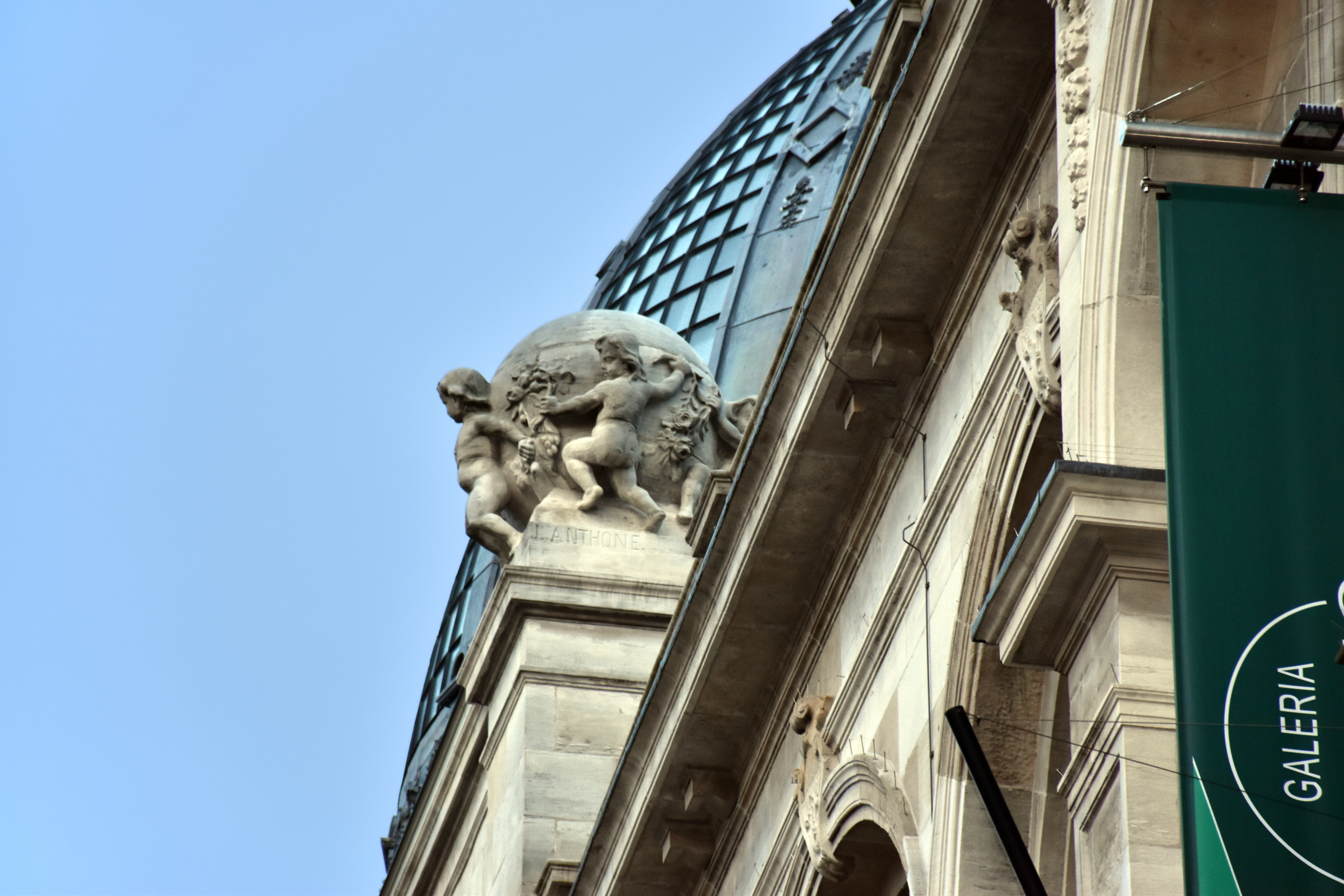
Une sphère entourée de deux Putti, Place de Meir, Anvers.

En mai 1889, un an après avoir exposé cette œuvre au palais des Académies de Bruxelles, puis à Paris, Jules Anthone expose de nouveau son Charmeur de serpents en plâtre au Salon des Beaux-Arts de Paris et reçoit une mention honorable. Dix ans plus tard, en 1898, il participe à la quatrième « Exposicion de Bellas Artes e Industrias Artisticas » à Barcelone en exposant la même statue. Une version en bronze de ce charmeur de serpents se trouve actuellement dans le jardin de la Villa Amelia à Barcelone.
Jules Anthone participe à de nombreuses expositions dans divers lieux, comme celle du cercle Voorwaerts en 1892, ou l'Exposition universelle de 1894 à Anvers. Lors de l'Exposition universelle de Gand de 1913, il présente deux sculptures : Aurore et Lente.
Vers 1893, Jules Anthone quitte Etterbeek pour s'établir définitivement à Anvers, à la rue Carnot. Veuf de Marie Meul, il meurt à Anvers, à l'âge de 65 ans, le 11 juin 1923. Après un service funèbre en l'église Saint-Norbert, il est inhumé au cimetière du Schoonselhof à Anvers,.

## Œuvres (sélection)

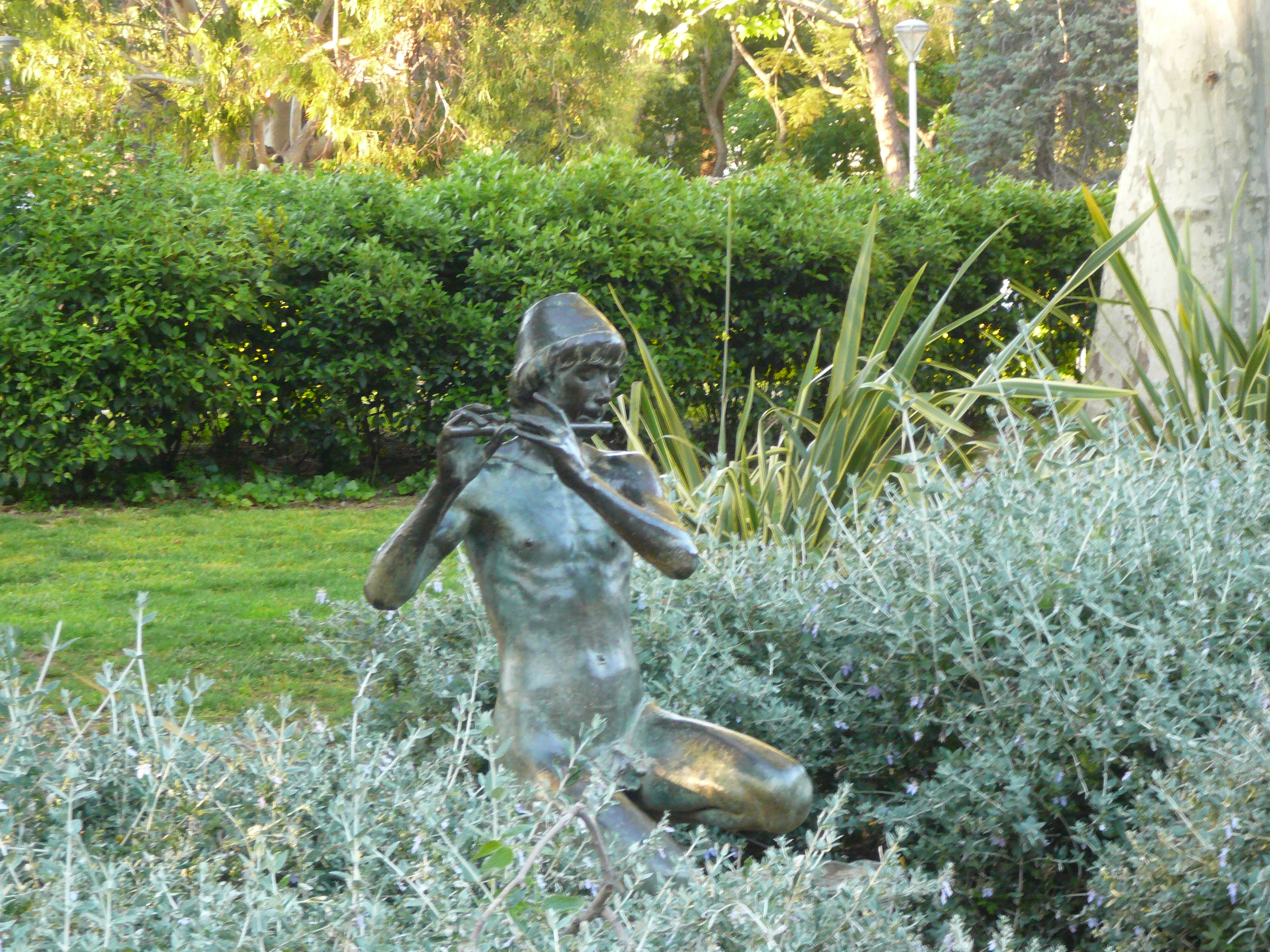
Le Charmeur de serpent (Villa Amélia, Barcelone).

- La mort de César, Prix de Rome belge de 1885.
- Jahel et Sisara, expositions triennales de 1889 et de 1891.
- La bulle de savon, Exposition universelle de 1894 à Anvers.
- Le lys, 1904, marbre KMSK Anvers.
- Buste de Henri Hymans, marbre, KMSK Anvers.
- Art romain, plâtre, KMSK Anvers.
- Buste de Victor Desguin, marbre, Hôtel de ville d'Anvers.
- Charmeur de serpents, bronze, Villa Amèlia, Barcelone.

## Honneur
- Chevalier de l'ordre de la Couronne[8].